# Dwójnóg

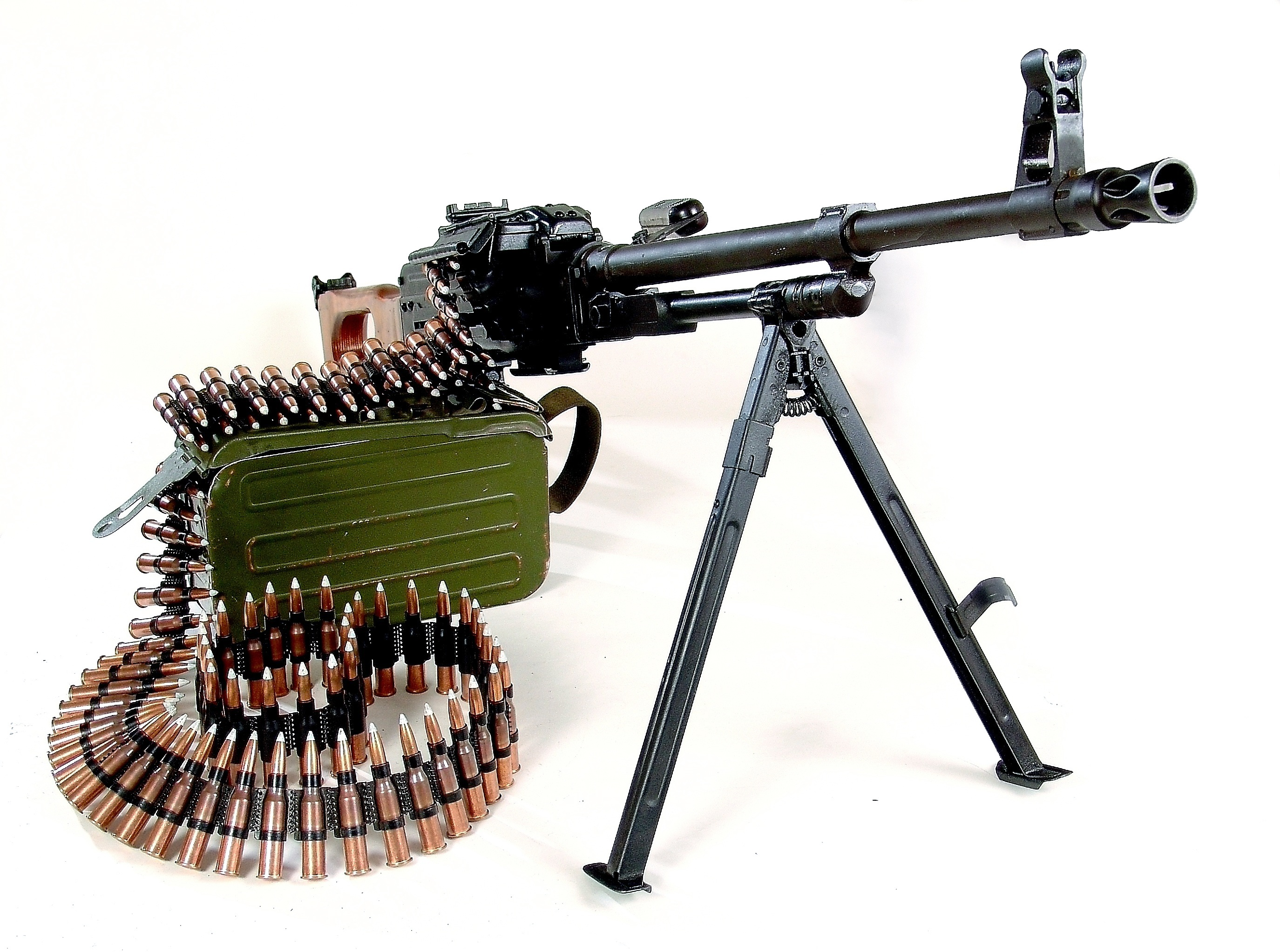
ukm PK ustawiony na dwójnogu

Dwójnóg – rodzaj podstawy wyposażonej w dwie nóżki, podpierającej lufę w broni palnej. Zadaniem dwójnogu jest stabilizacja broni. 

## W broni strzeleckiej
W broni strzeleckiej dwójnóg mocowany jest w okolicach lufy (bezpośrednio na niej, jej osłonie, łożu lub stanowiąc dodatkowy uchwyt broni). Długość nóżek może być stała lub regulowana, a na ich zakończeniach mogą znajdować się ostrogi i lemiesze ułatwiające stabilne zakotwiczenie w gruncie. Dwójnogi początkowo stanowiły element ręcznych i lekkich karabinów maszynowych stabilizując broń przy strzelaniu seriami. Obecnie w dwójnogi wyposażane są również karabiny wyborowe i automatyczne.

## W artylerii

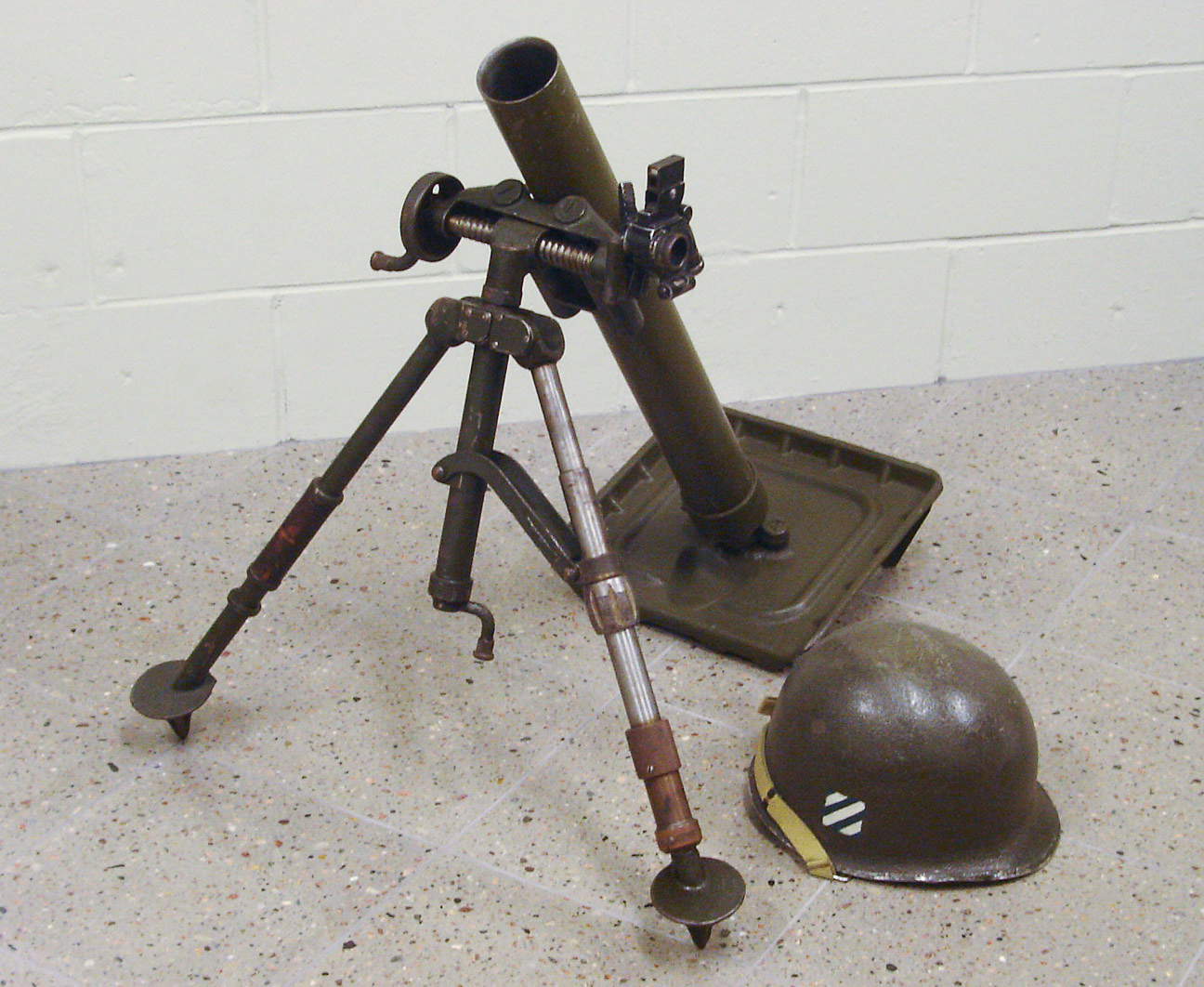
Dwójnóg w moździerzu M2

W moździerzach lekkich i średnich dwójnóg jest podzespołem podstawy i służy do utrzymania lufy w położeniu bojowym. Składa się z rozstawnych nóg, które w górnej części połączone są widełkami mechanizmu podniesieniowego, a w dolnej części zakończone stopami z ostrogami i zabezpieczone łańcuchem ze sprężyną przed rozsuwaniem. Pierścień zaciskowy mechanizmu poziomowania dźwigara jest zamocowany do jednej z nóg. 